# Startup Disk Creator
Startup Disk Creator (USB-creator) — це офіційний інструмент для створення Live USB Ubuntu з Live CD або ISO-образів. Інструмент включений по замовчуванню в всі випуски після Ubuntu 8.04 і може бути встановлений на Ubuntu 8.04. Для Ubuntu 8.10 було випущено інтерфейс KDE, який наразі включено по замовчуванню в інсталяції Kubuntu. Інтерфейс KDE та Ubuntu мають назви «usb-creator-kde» та «usb-creator-gtk» відповідно.

## Особливості
- Встановіть bootloader на USB-пристрій

## Інсталяція
Щоб встановити в Ubuntu через apt, скористайтеся такими командами в терміналі користувача:
```
$
 
sudo
 
apt
 
update

$
 
sudo
 
apt
 
install
 
usb-creator-gtk

```

## Майбутній розвиток
Інструмент доступний для Ubuntu ( GNOME [від версії 11.04 до 17.04 також їх власна назва Unity ]) або Kubuntu (KDE), а також для Windows, починаючи з Ubuntu 10.10 "Maverick Meerkat", але доступний, лише вставивши Live CD або DVD у Привід CD-ROM/DVD-RW із запущеною Windows. 

## Зовнішні посилання
- Сторінка проекту на Launchpad (Оригінальний автор)
- Сторінка проекту на Launchpad (Ubuntu)
- Вікі-сторінка Ubuntu
- Сторінка програми Ubuntu
- Сторінка посібника (починаючи з Ubuntu 8.10)
- Огляд 2021